# Idiel García
Idiel García Romero (Santa Clara, Cuba, 14 de abril de 1980) es un poeta, narrador y editor. Miembro de la Unión de Escritores y Artistas de Cuba. Realizó estudios en el XIII Curso de Técnica Narrativas del Centro de Formación Literaria Onelio Jorge Cardoso. Su poesía cuenta con un repertorio formal variado, es autor versolibrista y escritor de décimas y sonetos. Igualmente su repertorio temático va desde la claridad a la oscuridad, desde la felicidad a la tristeza, desde la soledad al erotismo, desde la muerte hasta la poesía. El tema de la muerte es para él un motivo constante de inspiración artística, lo cual se constata en el fondo de sus producciones.

## Obras
- Los días de mi muerte, Editorial Capiro, 2007
- El jardín de las delicias, Ediciones Sed de Belleza, 2010
- Cementerio de sombras, Editorial Capiro, 2013
- Manual de las ilusiones, Editorial Capiro, 2015
- Déborah y las abejas, Editorial Capiro, 2016
- ¡No soy un héroe!, Ediciones Áncoras, 2016
- El sueño de vivir, Colección Sur Editores, 2017

## Premios
- Premio Nacional César Galeano de Cuento 2011
- Premio de Reseña Crítica Segur, 2012
- IV Premio Internacional de Poesía Ángel Ganivet 2012
- Premio Fundación de la Ciudad de Santa Clara 2014
- Premio CubaPoesía Eduardo Kovalivker 2017